# Aktinisk keratos
Aktinisk keratos (AK), även kallad solkeratos, är  en skada i hornhuden som orsakas av UV-strålning. Namnet aktinisk keratos kommer från grekiskans ακτίς (aktis) som betyder "stråle" och κέρας (kéras) som betyder "horn". De typiska symtomen är rodnade fjällande fläckar på hud som har utsatts för långvarig solstrålning, så som ansikte, bröst och underarmar. Det är en vanlig hudsjukdom och drabbar framför allt äldre, ljushyade människor. Prevalensen i Sverige är dock okänd. AK räknas som ett förstadium till skivepitelcancer och rekommendationen är därför idag att AK bör behandlas.

## Etiologi
Riskfaktorerna för att utveckla aktinisk keratos är framför allt en lång tids solexponering. Aktinisk keratos uppkommer inte på grund av en eller ett par starka solbrännor utan genom hela livets samlade exponering av ultraviolett ljus (UV-ljus) varför även ålder är en riskfaktor. Män har ökad risk att drabbas, kanske p.g.a. tidigare arbetsmönster med mera utomhusarbete. En fjärde riskfaktor är immunosuppressiv behandling, till exempel i samband med organtransplantation.

## Symtom
AK ses ofta som en eller flera rodnade, fjällande fläckar med en diameter på 3–10 mm. Utseendet varierar dock och vissa fläckar är mer rodnade med endast lätt fjällning, medan andra är hudfärgade och kraftigt fjällande. Även pigmenterade AK förekommer. Ett typiskt kännetecken är fläckar som känns ”raspiga” när man känner på dem med fingret. I enstaka fall kan AK ha en viss klåda, men vanligtvis är de asymtomatiska.
De vanligaste lokalisationerna är de som utsätts för mest sol, så som ansikte, handryggar, öron, läppar, skalp och bröst.

## Komplikationer

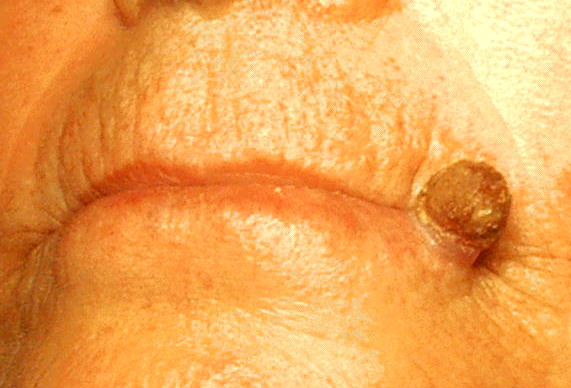
Ibland täcks en aktinisk keratos av ett så kallat hudhorn (cornu cutaneum)

AK kan antingen kvarstå, läka ut av sig själv eller övergå i invasiv skivepitelcancer. Den beräknade risken för en enskild AK att övergå i skivepitelcancer kan vara 10 procent på 10 år. Eftersom det idag inte finns någon metod för att på förhand avgöra vilka AK som övergår i cancer bör alla i möjligaste mån behandlas.
I vissa fall kan AK ha en sådan kraftig fjällning att ett utstående horn, så kallat cornu cutaneum, bildas över dem.

## Behandling
- Aldara immunomodelerande läkemedel, 5 % kräm.
- Frysning med flytande kväve, så kallad kryobehandling.
- Diklofenak 3 % kräm, antiinflammatorisk kräm som även leder till att nybildningen av hornlagret balanseras